# Pablo Sánchez-Valladares
Pablo Sánchez-Valladares (Torrejón de Ardoz, 12 de noviembre de 1997) es un deportista de España que compite en atletismo. Ganó una medalla de bronce en el Campeonato Europeo de Atletismo Sub-23 de 2019, en la prueba de 800 m.